# Otto F. Walter
Otto F. Walter, né Otto Friedrich Walter le 5 juin 1928 à Rickenbach (Soleure) et mort le 24 septembre 1994 à Soleure, est un éditeur, écrivain et journaliste suisse de langue allemande.

## Biographie
Otto F. Walter naît le 5 juin 1928 à Rickenbach, près d'Olten, dans le canton de Soleure. Il est le fils de l'éditeur et conseiller national démocrate-chrétien Otto Walter et de Maria Anna Cäcilia Glutz. Il a huit sœurs aînées, dont Silja Walter (de), bénédictine et également écrivain.
Il grandit à Rickenbach et suit au terme de sa scolarité obligatoire une formation de libraire, à Zurich.
Il reprend en 1956 la direction littéraire de la maison d'édition de son père (éditions Walter (de)), de tendance conservatrice catholique, et lui donne une orientation de plus en plus avant-gardiste, en y développant un programme de littérature moderne et en publiant notamment les premiers textes de Peter Bichsel. Ce modernisme crée des tensions avec les actionnaires de l'entreprise. Elles atteignent leur point culminant avec la publication d'un poème d'Ernst Jandl, au point qu'Otto F. Walter doit quitter ses fonctions en 1966,.
Il prend alors la tête de la section de littérature et de sociologie des éditions Luchterhand (de) à Neuwied, en Allemagne, qu'il dirige de 1967 à 1973. Il exerce ensuite la profession d'écrivain et de journaliste indépendant. Il est l'un des fondateurs du Groupe d'Olten en 1970 et des Journées littéraires de Soleure en 1979.
Membre du Parti socialiste, il milite notamment contre l'énergie nucléaire.
Il meurt d'un cancer des poumons, le 24 septembre 1994 à Soleure.

## Œuvres
Ses premiers romans, La dernière nuit (1959) et Monsieur Tourel (1962), font sensation. Il signe également de nombreux récits, pièces de théâtre et poèmes.
La technique du montage prédomine dans ses romans, dont l'action se déroule souvent à Jammers, une ville fictive située au pied sud du Jura. La recherche de nouveaux modes de vie autonomes est prépondérante dans les œuvres de critique sociale Die ersten Unruhen (1972), L'ensauvagement (1977) et Wie wird Beton zu Gras (1979). Dans Le temps du faisan (1988), son œuvre principale, il se confronte à sa propre origine et à la situation de la Suisse à l'époque du Troisième Reich.
Son roman L'étonnement du somnambule (1983) déclenche un débat sur le réalisme en Suisse, dans lequel il s'oppose à Niklaus Meienberg.